# Tosia
Tosia is een geslacht van zeesterren uit de familie Goniasteridae.

## Soorten
- Tosia australis Gray, 1840
- Tosia magnifica (Muller & Troschel, 1842)
- Tosia neossia Naughton & O'Hara, 2009